# De ossendrift
De ossendrift is een schilderij van de Noord-Nederlandse schilder Nicolaes Berchem in het Rijksmuseum in Amsterdam.

## Voorstelling
Het stelt een weids Italiaans aandoend landschap voor met een herder die zijn kudde runderen door ondiep water leidt. Enkele beesten zijn onrustig. Achteraan probeert een stier een koe te beklimmen, terwijl vooraan twee stieren elkaar te lijf gaan. Terwijl ze dit doen spat het water op, tot ongenoegen van de vrouw die vlak daarnaast door het water waadt. Een andere vrouw rijdt links op een koe die zwaar beladen is met balen en manden met kippen.
De voorstelling is duidelijk op Italië geïnspireerd. Van de schilder Nicolaes Berchem wordt vermoed dat hij tussen 1651 en 1655 in Italië verbleef. Bewijs hiervoor ontbreekt echter. Wel ontwikkelende Berchem zich tot een van de meest productieve Italianisanten in de Noordelijke Nederlanden. Berchem schilderde De ossendrift toen hij in Haarlem woonde. Dat het een atelierproduct is blijkt ook uit de keuze om rechts dennenbomen af te beelden. Deze zou men eerder verwachten in een Noord-Europees landschap.

## Toeschrijving en datering
Het schilderij is rechtsonder gesigneerd en gedateerd ‘Berchem f. 1656’.

## Herkomst
Het werd bevond zich vroeger in de verzameling van Joan Hendrik van Heemskerk (1689-1730) en zijn vrouw Anna Petronella van Schuylenburg (1693-1765/1766) in Den Haag. Op 29 en 30 maart 1770 werd de verzameling Van Heemskerk geveild door Stephanus Rietmulder in Den Haag. Later bevond De ossendrift zich in het Kabinet Van Heteren Gevers, dat op 8 juni 1809 in zijn geheel gekocht werd door het Rijksmuseum.